# Eugène Louis Bouvier
Eugène Louis Bouvier, född den 9 april 1856 i Saint-Laurent-en-Grandvaux, död den 14 januari 1944 i Paris, var en fransk entomolog och karcinolog. Han var professor i naturhistoria vid Muséum national d'histoire naturelle.
1894 valdes Bouvier till ordförande för Société zoologique de France och 1897 till ordförande för Société entomologique de France. 1905 deltog han i en vetenskaplig undersökning av djuphavsfaunan i Sargassohavet. Mellan 1906 och 1910 undervisade han i entomologi vid Institut Pasteur i Paris.
Auktorsnamnet Bouvier kan användas för Eugène Louis Bouvier i samband med ett vetenskapligt namn inom zoologin; se Wikipedia-artiklar som länkar till auktorsnamnet.